# Geheimnis der 17
Geheimnis der 17 ist ein DEFA-Kinderfilm von Rolf Losansky aus dem Jahr 1963.

## Handlung
Auf dem höchsten Punkt einer Stadt in der DDR steht eine alte Burg. Im Gegensatz zur Stadt wurde diese nie von irgendwelchen Angreifern eingenommen. Nur einmal, so erzählt eine Sage, wurde sie von einer Gruppe Hussiten belagert und als die Ritter bereits ihre Uneinnehmbarkeit feierten, gelang es einem Hauptmann mit seinen Leuten, die Burg zu besetzen. Das ist der Grund, weshalb sich eine Gruppe Junger Pioniere  Junge Hussiten nannte. Da die Jungen fleißig waren und sich für Geschichte interessierten, wurde ihnen die Nutzung und Pflege eines Teils der Burg übertragen. Doch im Laufe der Zeit hat sich deren Verhalten zum Negativen verändert und viele im Ort sind der Meinung, dass man ihnen deshalb diese Ehre entziehen sollte. 
Nachdem die Jungens im Kino einen Film über die Hussiten gesehen haben, kommen sie auf die Idee, die historischen Waffen der Burg auch so blank zu schleifen, wie sie es gerade gesehen hatten. Das wird natürlich entdeckt und gab ihren Kritikern die restliche Motivation, über den Lehrer mitzuteilen, dass sie die Burg nicht mehr betreten dürfen. Voller Trauer holen sie den Pionierwimpel und die selbstgestaltete Hussitenfahne, die bisher über der Stadt wehten, ein. Als der Sohn des Bürgermeisters die Geschichte zu Hause erzählt, erwidert der nur, dass sie in seiner Jugend in einem solchen Fall um die Burg gekämpft hätten. Das lässt sich Olaf nicht zweimal sagen und ruft sofort seine Schulkameraden aus der Klasse 6a zusammen. Sie bilden den Geheimbund der Hussiten, an dem sich jeder Junge beteiligen kann, Mädchen sind nicht zugelassen. Kinderspiele sind in Zukunft verboten und das Leben der Hussiten soll Vorbild sein. Ziel ist, wieder der Stolz der Stadt zu werden und die Fahne auf der Burg zu hissen. Zum Abschluss wird das Treffen mit einem Schwur auf die Fahne bekräftigt und Olaf zum Hauptmann bestimmt. Der schneidet jedem der Jungen einen Knopf von dessen Sachen ab und schafft daraus eine Hauptmannskette.
Bereits am folgenden Sonnabend gibt es ein erstes Treffen, bei dem die Mitglieder sich mit selbstgebastelter Hussitenkleidung und den dazugehörigen Waffen im Kampf üben. Nur der Hauptmann sitzt auf einem Pferd und gibt von dort seine Befehle. Doch dann kommt ein Hussit, gibt dem Pferd einen Schlag, so dass Olaf herunterfällt und das Pferd wegläuft. Es stellt sich heraus, dass es sich um Anne, die Tochter des Apothekers, handelt, die auch Mitglied im Geheimbund werden will. Da für die geplante Erstürmung der Burg jede Kraft gebraucht wird, wird sie aufgenommen. Jedoch wollen sich jetzt Bob und Lothar nicht mehr daran beteiligen. Olaf ist darüber sehr wütend, denn durch Lothars Anregung zur Schwertschleiferei ist es doch erst zum Eklat gekommen. Dabei erwähnt er aber nicht, dass er selbst aktiv daran beteiligt war. Bob und Lothar versuchen den Rest der Gruppe am Betreten der Burg zu hindern, was ihnen aber nicht gelingt. Dafür wird die Gruppe mit ihrem Hauptmann vom Lehrer Guthmann erwischt, der daraufhin andeutet, dass ihnen auch der Zutritt anlässlich der 800-Jahr-Feier nicht gestattet werden wird.
Jetzt überlegen alle, was man Gutes anstellen könnte, um doch an der Feier teilzunehmen. Doch ihnen fällt nichts ein, bis der Bauarbeiter Otto ihnen den Vorschlag macht, Steine zu sammeln, um den defekten Burgwall zu reparieren. Bob und Lothar wollen dagegen untersuchen, ob die Hussiten tatsächlich da waren, und wenn ja, es natürlich beweisen. So sind beide Gruppen heftig zerstritten und versuchen sich gegenseitig bei ihren Vorhaben zu behindern. Dabei kommt es zu einer Verletzung Annes, für die sich beide Seiten verantwortlich fühlen und jeweils das Mädchen zu Hause besuchen. Dort ist bereits der Lehrer Guthmann, dem Bob und Lothar erzählen, dass sie nur noch zwei Stellen zu untersuchen haben, um den Nachweis für die Anwesenheit der Hussiten zu finden. Darunter ist auch der Grenzhügel, worauf der Lehrer erwähnt, dass sich dort viele Steine befinden, was Anne sofort Olaf erzählt, als dieser zu Besuch erscheint. So kommt es, dass beide Gruppen unabhängig voneinander am gleichen Objekt arbeiten, indem die eine die Steine und die andere die Hussitenschanze sucht. Als sie einmal zur gleichen Zeit dort eintreffen und gerade mit einem Kampf beginnen wollen, werden sie von der Presse entdeckt. Die vermutet, die Jungens wollen durch das Sammeln der Steine der LPG helfen, damit deren Maschinen bei der Feldarbeit nicht mehr kaputt gehen, und schreibt darüber einen Artikel in der Zeitung, worüber sich der Lehrer freut. Obwohl die Kontrahenten gemeinsam auf dem Foto zu sehen sind, lehnen sie eine Zusammenarbeit weiterhin ab. Da auch hier kein Hinweis auf die Hussiten gefunden wird, bleibt nur noch die Straßenbaustelle übrig, auf der Lothars Vater als Brigadier arbeitet, der eine dortige Suche aber ablehnt, da der Fertigstellungstermin naht. 
Bob und Lothar sehen nun ein, dass sie es nicht allein schaffen werden, die vermutete Stelle bis zur Fertigstellung der Straße zu untersuchen, und greifen deshalb zu einer List. Sie stehlen in den Ausstellungsräumen der Burg einige Teile einer Ritterrüstung und erzählen der anderen Gruppe, diese auf der Baustelle des Straßenneubaus gefunden zu haben. Das wirkt so überzeugend, dass sich die anderen jetzt an der Suche nach der Hussitenschanze beteiligen wollen. Dabei werden sie von Otto erwischt, der ihnen aber mit dem Bagger, den er eigentlich nicht fahren darf, bei der Suche hilft. Er kommt aber auch hinter die Herkunft der Ritterrüstung, was ihn sehr enttäuscht. Doch die Unterstützung durch den Bagger ist bald zu Ende, weshalb Otto jetzt den Baggerfahrer in seiner Wohnung um Hilfe bittet. Auch wurde inzwischen der Diebstahl der Ausstellungsteile entdeckt. Das einzige Positive, was sich jetzt entwickelt, ist die Zusammengehörigkeit der beiden zerstrittenen Gruppen. In ihrer Not gehen sie jetzt auf die Burg und verbarrikadieren sich dort. Lange dauert es nicht, bis die Eltern sich besorgt um die Burg versammeln. In der Zwischenzeit füllt der Baggerfahrer den fehlenden Kraftstoff auf, weshalb der Bagger bei Otto ausfiel und fängt an, nach Absprache mit dem Lehrer und dem Brigadier, die abgebrochene Suche fortzusetzen. Dabei findet er wirklich einige historische Teile und bringt diese zur Burg. Die Eltern beschließen, sich nicht weiter um die Kinder zu kümmern, und gehen nach Hause. Nach einer kalten Nacht folgen ihnen im Morgengrauen, völlig kleinlaut, ihre Kinder, die vom Lehrer empfangen werden. 
Das Festkomitee zur 800-Jahr-Feier unter der Leitung des Apothekers bleibt aber bei der Meinung, die Jungen Hussiten von den Feierlichkeiten auszuschließen. Doch mit der Unterstützung des Bürgermeisters, des Lehrers, des Brigadiers und des Baggerfahrers finden sie einen Weg, an der Feier teilzunehmen. Otto gibt den vor der Burg wartenden Kindern ein Startkommando, der Baggerfahrer schließt ein Gittertor auf und lässt sie auf den Festplatz, wo der Bürgermeister gerade seine Rede hält. Sie mischen sich unter die Gäste, die sie mit Beifall empfangen, und der Burgvogt gibt ihnen ihre aberkannten Rechte und Pflichten auf der Burg wieder. Voller Stolz werden die Fahnen wieder über der Burg gehisst.

## Produktion und Veröffentlichung
Das Geheimnis der 17 wurde von der Künstlerischen Arbeitsgruppe „konkret“ unter den Arbeitstiteln Hussitenhauptmann und Die Hussiten als Schwarzweißfilm gedreht und hatte seine Uraufführung am 28. Juli 1963 im Berliner Kino Babylon. Die Fernseh-Erstausstrahlung erfolgte im Programm des Deutschen Fernsehfunks am 19. September 1966.
Die Außenaufnahmen fanden, unter Mitwirkung vieler ortsansässiger Kinder, in der Burgstadt Stolpen statt. Für die Dramaturgie war Joachim Plötner verantwortlich.
Der Interministerielle Ausschuss für Ost/West-Filmfragen hatte für diesen Film, wegen seines angeblichen Verstoßes gegen §5 des Verbringungsverbotsgesetzes, keine Freigabe zur Aufführung in der Bundesrepublik Deutschland erteilt. Die Begründung lautete: „Der Film stellt eine Idealisierung der in der Bundesrepublik Deutschland verbotenen Kommunistischen Partei dar.“

## Kritiken
Der film-dienst schätzt ein, dass dieser Film, der sich zwischen Abenteuer und didaktischer Geschichtsvermittlung bewegt, eine gute Unterhaltung bietet.